# فوزيرز
فوزيرز هي كومونا وهي إحدى مدن مقاطعة آردن ، شمال فرنسا .

## نبذة
فوزيرز حيث تم دفن رولان جاروس الرائد المقاتل الطيار في الحرب العالمية الأولى ، و تم تسمية ملعب رولان جاروس في باريس على إثره (موقع بطولة فرنسا المفتوحة للتنس ). حيث قاتل توماش غاريغ ماساريك (أول رئيس لتشيكوسلوفاكيا) في فوزيرز برفقة الفيلق التشيكوسلوفاكي في فرنسا ؛ وهناك نصب تذكاري للفيلق، وأصبح اسم الرئيس يطلق على مدينة ليسيه (المدرسة الثانوية). وفي فوزيرس ولد عازف التشيلو والقائد الأوربي جان ويتكوفسكي في 23 مايو 1895.
وكانت المدينة على الطريق الكلي لكسوف الشمس في 11 أغسطس 1999 . حيث استضافت حدثا رئيسيا للمراقبة. وذلك بسبب قربها من الحدود البلجيكية، حيث كانت مزدحمة بسبب زيارة السيارات البلجيكية في صباح يوم الكسوف.

## جغرافية
يصب نهر الأين عبر فوزيرز، ويتضاعف من خلال أحد فروع قناة ديس أردينيس ".
تقع المدينة بين غابة أرغون وبري اردينيس و شامبانيا وبالقرب من أردين حيث توجد (غابات كثيفة). وهيا ليست بعيدًا عن شارلفيل-ميزيير ، سيدان (أكبر قلعة من العصور الوسطى في أوروبا ) ، روكروي ، ريمس (حيث توج ملوك فرنسا) ، شالون-أون-شامبين ، وفارينيس-إن-أرغون (وهناك تم القبض على لويس السادس عشر) خلال الثورة الفرنسية). في 1 يونيو 2016 ، تم دمج الكوميونات السابقة Terron-sur-Aisne و فرايزي في فوزيرس. 

## تعداد السكان
يُطلق على السكان اسم فوزيونويس .

## علاقات دولية
تحد فوزيرس:
- غريفنرودا، ألمانيا
- راتيسكوفيتسي، جمهورية التشيك
- أجنام سيفول، السنغال

## روابط خارجية
- موقع رسمي